# Мургейтьо, Мария
Мария Мургейтьо Веласко (исп. María Murgueytio Velasco; 1927 — 3 февраля 2016) — эквадорский политический деятель. Она была первой женщиной в Эквадоре, занявшей пост мэра. Её также помнят за её работу по защите прав женщин во время пребывания на посту мэра города Риобамба.

## Биография
Мария была первой выпускницей школы Педро Висенте Мальдонадо в Риобамбе, а также первой женщиной, которая преподавала там историю. Она возглавляла феминистское движение провинции Чимборасо за права женщин в эпоху военной диктатуры Эквадора. Мургейтьо была избрана в 1978 году на провинциальных выборах Эквадора в муниципальный совет города Риобамба и, таким образом, назначена заместителем мэра. В результате отставки Эдильберто Бонилья, который ушёл с поста, чтобы иметь возможность участвовать в парламентских выборах 1984 года, Мургейтьо заняла его место в качестве мэра Риобамбы в 1983 году. Её срок охарактеризовался строительством и открытием прихода «Ярукиес», увековечиванием истории и традиций Эквадора, строительством новой инфраструктуры и водопровода для подключения сельских округов к канализации и чистой воде, а также обеспечением основных коммунальных услуг жителям Риобамбы.